# Pedro Vives Garriga
Pedro Vives Garriga (La Riera, siglo xix-†Barcelona, 26 de febrero de 1940) fue un abogado, periodista y político español. 
Fue presidente del Círculo Central Tradicionalista de Barcelona a principios del siglo xx y concejal del Ayuntamiento de Barcelona durante la dictadura de Primo de Rivera.

## Biografía
Nacido en La Riera (Tarragona), estudió Derecho en la Universidad Central de Madrid y en la Universidad de Valladolid, donde se licenció en 1896.

### Carlismo
Militante carlista desde su juventud, presidió el Ateneo Tradicionalista y el Círculo Central Tradicionalista de Barcelona en la década de 1910. Considerado uno de los dirigentes del carlismo catalán, ya en 1909 había estado en el funeral por Carlos VII celebrado en la catedral de Trieste. Ese mismo año recibió notoriedad por haber agredido con un bastón, en las Ramblas, a Santiago Gubern, director el diario catalanista republicano El Poble Catalá, por la publicación de un artículo altamente injurioso contra Don Carlos.
En 1912 fundó y dirigió en Barcelona el semanario Monarquía Federal, partidario del hijo de Don Carlos, Jaime de Borbón, a quien en 1910 había visitado en el palacio de Frohsdorf como miembro de una comisión de carlistas catalanes, presidida por el duque de Solferino, que le regaló una espada de honor.
Participó en la política electoral, presentándose sin éxito en 1914 como candidato a diputado a Cortes por el distrito de Gandesa y en 1917 para diputado provincial por el distrito de Manresa-Berga como único candidato jaimista, nuevamente sin éxito, tras ser desautorizado por la Junta Regional jaimista Juan María Roma, quien sí resultó elegido.
Según Melchor Ferrer, en la década de 1910 Pedro Vives lideraba uno de los tres sectores del carlismo catalán, agrupado en torno al Ateneo Tradicionalista, con arraigo en Barcelona y algunas poblaciones de la provincia, opuesto al sector formado en torno a El Correo Catalán que dirigía Miguel Junyent, del que formaban parte Bartolomé Trías y Juan María Roma, el cual era más complaciente con la Lliga Regionalista. A este segundo sector también se oponía un tercero, encabezado por Dalmacio Iglesias, díscolo con las autoridades carlistas.
Vives, ferviente germanófilo durante la Primera Guerra Mundial, destacó como hombre de acción y fue habitual en las bregas en la calle contra los nacionalistas catalanes y los sindicalistas. Según Joan Esculies, el sector más españolista del carlismo que lideraba Vives constituía una opción paralela a la vía fascista, en sintonía con la Action Française. En el Círculo Central Tradicionalista se constituyeron los Sindicatos Libres, que propugnaron un obrerismo patriótico.

### Mellismo y dictadura de Primo de Rivera
Al producirse en 1919 la fractura en el movimiento tradicionalista, Pedro Vives se adhirió al partido de Vázquez de Mella y presidió el Círculo Católico Tradicionalista de Barcelona fundado el año siguiente. Por esas fechas también colaboraba con los Sindicatos Libres y llegó a ser acusado por los cenetistas de haber ayudado a pistoleros de los Libres, sirviéndoles de enlace y coordinación desde el Círculo, para llevar a a cabo acciones en represalia a los atentados cometidos por terroristas anarquistas.
El 9 de mayo de 1920 fue una de las principales figuras de la asamblea tradicionalista de Badalona que sirvió para organizar en Cataluña el partido de Juan Vázquez de Mella, quien dio prioridad a la región, nombrando como jefe regional a Teodoro de Mas. También colaboraron con Vives, entre otros, el canónigo José Montagut e Ildefonso Cebriano, director de Monarquía Cristiana.
Pedro Vives, al frente del Círculo Católico Tradicionalista, dio un apoyo entusiasta al golpe de Estado del 13 de septiembre de 1923 que instauró el directorio militar. En noviembre de ese año se nombró una nueva directiva del Círculo y se aprobó «exteriorizar un aplauso fervoroso y una felicitación efusiva a la gestión purificadora realizada por el Directorio». De acuerdo con José Fernando Mota Muñoz, como premio por su apoyo, Pedro Vives fue nombrado concejal del Ayuntamiento de Barcelona en 1924, cargo que mantuvo hasta el final de la dictadura de Primo de Rivera en 1930.
En octubre de 1926 el Círculo Católico Tradicionalista lanzó el periódico Plus Ultra (1926-1928), cuyo objetivo era «elevar en cada corazón español un altar de veneración perpetua a la Santa Madre España», caracterizándose por el antiseparatismo y la defensa de la religión católica, además de apoyar el régimen. Durante la dictablanda de Berenguer en 1930 y en un concurrido acto en celebración de la Fiesta de la Raza que tuvo lugar en el local del Círculo (situado en la calle de Boria), Vives afirmó en tono belicoso: 

Estos ardores bélicos, día llegará que la religión y la patria, necesite de ellos, y entonces tendremos ocasión de reverdecer pretéritas gestas que costaron dolorosos sacrificios; pero ello ha de ser aliento para emular a aquellos héroes. Y nosotros, como ellos, hemos de levantar muy alta la bandera de España y no abatirla hasta que sea vencida la revolución y exterminado el separatismo que pretende alterar la vida normal; o perecer, si es preciso envueltos con sus sagrados colores.

Durante esos años formó parte de la Comisión Organizadora del Homenaje a los «mártires de la Independencia», los cinco patriotas fusilados en la Ciudadela por las tropas napoleónicas el 3 de junio de 1809, que durante la Dictadura se convirtió en un acto de exaltación españolista.

### Oposición a la República

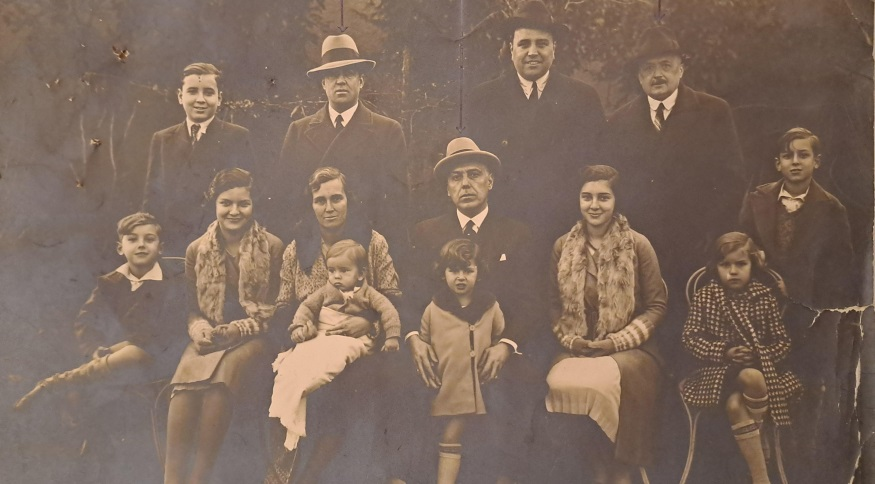
José María Milá Camps (conde de Montseny) en el centro, con su familia. Detrás suyo, de izquierda a derecha, el barón de Viver, Eduardo Aunós y Pedro Vives Garriga, en una fotografía sin fechar, probablemente en Toulouse.

En 1930 fue uno de los dirigentes del Comité de Acción Española, organización que en abril de 1931 reclutaba a militantes para crear una milicia de 10 000 hombres, las Escuadras de Acción Española, que uniformados y bajo la dirección de fascistas italianos pretendían organizar una marcha en Madrid copiando la marcha a Roma del fascismo italiano de 1922. Vives había asegurado que no pararían hasta «ver restablecido el reinado de Cristo y sin mancha el estandarte español» en caso de que un día «se viesen atacados los cimientos de la sociedad, que son la Religión y la Patria».
Se presentó a las elecciones municipales de 1931 por el distrito iv con una candidatura denominada «católico-monárquica» junto con el maurista Alberto de Avilés, pero solo consiguieron un millar de votos, muy por detrás del resto de candidaturas.
A principios de la década de 1930 Pedro Vives era mano derecha de José María Milá Camps, presidente de la diputación de Barcelona que había sido nombrado conde de Montseny por Alfonso XIII.
Tras la proclamación de la Segunda República, participó en Toulouse (Francia) en una conspiración contra el nuevo régimen con el conde de Montseny y el alcalde de Barcelona, Darío Rumeu Freixa (barón de Viver), los cuales habían participado en la fundación en Madrid de la Unión Monárquica Nacional el año anterior.
Pedro Vives, que empleaba el nombre falso de «Buenaventura Jorba», actuaba de enlace con Barcelona, adonde se desplazaba continuamente, enviando la correspondencia a Toulouse por avión, que fue interceptada por la policía francesa. Según los informes de la gendarmería gala, Pedro Vives iba a reclutar un ejército de 6000 hombres. Finalmente el complot no llegó a materializarse y regresó a Barcelona.
El mismo año de 1931 reingresó en la Comunión Tradicionalista, pero no volvió a tener cargos.
Fallecido en Barcelona el 26 de febrero de 1940, a su entierro acudieron numerosas personalidades vinculadas al carlismo. Su féretro fue llevado a hombros por requetés y cubierto con la bandera del Tercio de Nuestra Señora de Montserrat. Reposa en el cementerio de Las Corts, en el nicho n.º 212, piso 5.
Estuvo casado con Adelaida Rosés, con quien tuvo al menos dos hijas: Josefa y Pilar Vives Rosés.